# Сантьягу-де-Литен
Сантьягу-де-Литен (порт. Santiago de Litém) — район (фрегезия) в Португалии, входит в округ Лейрия. Является составной частью муниципалитета Помбал. По старому административному делению входил в провинцию Бейра-Литорал. Входит в экономико-статистический субрегион Пиньял-Литорал, который входит в Центральный регион. Население составляет 2550 человек на 2001 год. Занимает площадь 31,02 км².